# Université Andrews
Pour les articles homonymes, voir Andrews.
L'université Andrews est une université de l'Église adventiste du septième jour, située à Berrien Springs au Michigan, aux États-Unis. Fondée en 1874 à Battle Creek dans le Michigan, c'est la première université établie (après la courte existence de l'université du Potomac) et la plus réputée du système d'éducation adventiste, en raison de son séminaire de théologie, le plus important dans l'adventisme. 
L'université Andrews est ouverte aux étudiants de tous pays, religions et convictions. Son effectif de professeurs et d'étudiants est l'un des plus internationaux des États-Unis. Avec 885 étudiants internationaux représentant 98 pays en 2008, Andrews occupe le sixième rang des universités américaines au taux le plus élevé d'étudiants internationaux et le septième pour la diversité humaine de son campus.

## Historique

### Battle Creek College
Le 3 juin 1872, la première école financée par l'Église adventiste du septième jour démarra à Battle Creek au Michigan avec douze étudiants, dont John Harvey Kellogg, dirigée par le professeur Goodloe Harper Bell (1832-1899).   
En 1874, l'Église adventiste remplaça cette petite école en fondant Battle Creek College, dans le but d'offrir une éducation chrétienne aux adventistes et de former des pasteurs et des missionnaires. Telle qu'Ellen White le concevait, l'éducation chrétienne se veut holistique par le développement de toutes les capacités de l'étudiant (physique, intellectuelle, émotionnelle, sociale et spirituelle), et non seulement intellectuelle, et par la préparation à servir Dieu et l'humanité.
Battle Creek College, un bâtiment de trois étages pouvant contenir 400 étudiants, fut inauguré le 4 janvier 1875. Sidney Brownberger (1845-1930), un licencié de l'université du Michigan, fut son premier président.            

### Emmanuel Missionary College
Pour mieux allier l'enseignement académique à l'enseignement pratique, Battle Creek College fut relocalisé en 1901 dans le village champêtre de Berrien Springs au Michigan. On le renomma alors : Emmanuel Missionary College (EMC). Edward Suntherland fut son premier président.

### Université Andrews
En octobre 1958, l'Église adventiste décida d'intégrer l'université du Potomac (1957-1960) de Washington à Emmanuel Missionary College. Cette intégration fut effective en 1960, quand EMC devint l'université Andrews, appelé ainsi en mémoire de John N. Andrews, le premier missionnaire officiel et le plus grand théologien adventiste du XIXe siècle.

## Campus

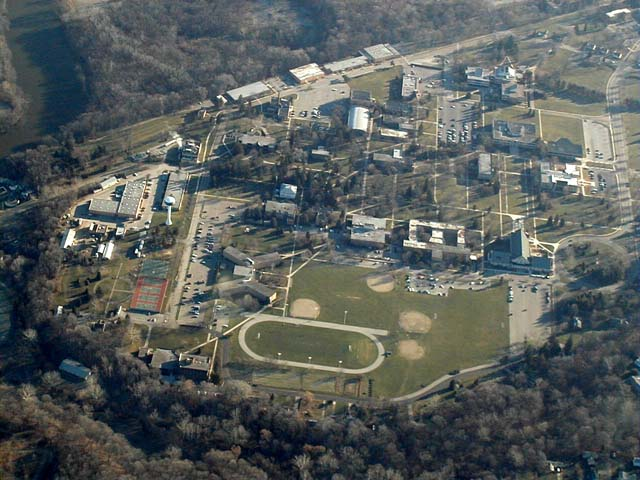
Une vue aérienne de l'Université Andrews

L'université Andrews est située dans le village de Berrien Springs dans le comté de Berrien et la région du Michiana, au sud-ouest de l'État du Michigan. Elle est non loin de la rivière Saint-Joseph, à environ 20 km du lac Michigan et à moins de 40 km de la ville de South Bend dans l'Indiana, où se trouve l'université Notre-Dame - où plusieurs professeurs d'Andrews enseignent aussi. L'explorateur français Robert de La Salle fut l'un des premiers européens à parcourir cette terre, à chasser et à commercer avec les Amérindiens pour l'acquisition de fourrures. L'université Andrews est aussi à deux heures de route de Chicago dans l'Illinois et du site historique adventiste de Battle Creek dans le Michigan. 
D'une superficie de 6,5 km2, l'emplacement de l'université Andrews était à l'origine destiné à devenir un jardin botanique. Il contient une variété d'arbres indigènes, notamment au centre du campus. L'ensemble du campus comprend 27 bâtiments de salles de classe, le centre Howard de performance des arts, le musée d'archéologie Siegfried Horn (plus de 8 500 objets), la bibliothèque James White (et plusieurs autres bibliothèques spécialisées de moindre capacité), la presse universitaire " Andrews University Press ", une piste d'atterrissage, sept ensembles résidentiels pour les étudiants célibataires ou mariés, et " Pionnier Memorial Church " (la grande église de " la mémoire des pionniers " - adventistes).
Pour diverses raisons, certains étudiants d'Andrews effectuent une partie de leur scolarité à l'étranger :

### Séjours linguistiques
L'université Andrews est membre de " Adventist Colleges Abroad " (ACA), un consortium d'universités adventistes d'Amérique du Nord et d'Australie qui fournit l'opportunité aux étudiants (notamment de langues étrangères) d'effectuer une partie de leur scolarité ou des séjours linguistiques dans une université adventiste de langue non anglaise qui possède une faculté d'apprentissage de la langue. C'est le cas notamment de " l'institut de français langue étrangère " du campus adventiste du Salève à Collonges-sous-Salève en France.  

### Voyages d'étude
L'université Andrews organise des voyages d'étude à l'étranger pour les étudiants en archéologie, théologie, histoire, langues bibliques (l'araméen, l'hébreu, le grec) et d'autres matières, dans des pays tels que l'Allemagne, l'Égypte, Israël, l'Italie, la Grèce, la Suisse ou la Turquie. Les étudiants en archéologie participent annuellement à des fouilles en divers sites, en Israël ou en Jordanie par exemple.

## Facultés
L'université Andrews est répartie en six facultés offrant 130 licences et 70 masters et doctorats :

### École d'architecture
Cette faculté offre des licences et des maîtrises accrédités par le National Architectural Accrediting Board des États-Unis. Elle élabore des constructions qui préservent les paysages ruraux et urbains et favorisent la qualité de vie, les bonnes conditions  sanitaires et la gestion de l'environnement. Le " studio de design urbain " assiste les communautés et les particuliers en développant des stratégies de croissance saine et des solutions spécifiques de redéveloppement. Il a reçu le prix d'excellence du Congress for the New Urbanism pendant quatre années consécutives (de 2007 à 2010) pour son œuvre de planification et de design de communautés urbaines.   

### École des arts et des sciences
C'est la plus grande des six facultés de l'université Andrews. Elle comprend 20 départements englobant les différentes formes d'art, la science, les sciences humaines et sociales, la littérature, les langues ou la communication. Elle offre aussi une variété de programmes pré-professionnels dans le domaine de la santé, la médecine et le droit.    

### École de commerce
Cette faculté offre des formations en administration, commerce international et économie, ainsi qu'un master en administration de l'église, particulièrement adapté à la gestion des organisations et des institutions de l'Église adventiste. La faculté est membre de l'Association to Advanced Collegiate Schools of Business.    

### École de l'éducation
Cette faculté offre 31 programmes sur la science de l'éducation et la psychologie. Elle est accréditée par plusieurs organismes : le National Council for the Accreditation of Teacher Education (pour les enseignants), le National Association of School Psychologists (pour les psychologues scolaires) et le Council for Accreditation of Counseling and Related Educational Programs (pour les programmes scolaires et la psychologie).

### École de technologie
Cette faculté comprend quatre départements : aéronautique, agriculture, média numérique et photographie, ingénierie et informatique. 

### Séminaire adventiste de théologie
Le séminaire adventiste de théologie démarra en 1937 à Washington. Il fut intégré à l'université du Potomac en 1957 avant d'être transféré en 1960 à l'université Andrews. Le séminaire est accrédité par l'Association of Theological Schools des États-Unis et du Canada. Il comprend six départements : Ancien testament, Nouveau testament, théologie et philosophie chrétienne, histoire de l'église, ministère chrétien, et mission mondiale, pour l'obtention de masters et de doctorats. 

#### Instituts et centres de recherche
Le séminaire adventiste de théologie possède plusieurs instituts et centres de recherche :
- Centre de recherche adventiste : Ce centre de recherche de l'histoire de l'adventisme est une filiale du White Estate, possédant des reproductions des documents originaux d'Ellen White et de nombreuses archives historiques sur l'adventisme[15]. Adventist studies - et sa sous-catégorie Ellen White studies - est une branche spécialisée de la recherche sur l'histoire du millérisme et de l'adventisme du septième jour.

- Centre d'évangélisation des jeunes : Ce centre développe des méthodes de recherche sur les différentes formes d'évangélisation de la jeunesse[16].

- Centre du leadership chrétien : Ce centre pluridisciplinaire produit de la recherche et des programmes de développement du leadership pour les personnes amenées à diriger des organisations et des institutions adventistes[17].

- Centre des femmes du clergé : Ce centre forme, informe, soutient et assiste les femmes qui se destinent aux métiers du clergé adventiste (pastorat, enseignement, aumonerie, etc.), ou qui en font partie[18].

- Institut d'archéologie : Cet institut coordonne les programmes annuels de fouilles archéologiques, le musée  d'archéologie Siegfried Horn, les publications et les cours présentés sur le sujet au séminaire adventiste de théologie[19].

- Centre de recherche des manuscrits grecs : Cet institut contient parmi le plus grand nombre de microfiches aux États-Unis des manuscrits originaux du Nouveau Testament copiés sur une période de 1200 ans. Il permet aux chercheurs d'avoir une compréhension plus complète des documents fondateurs du christianisme[20].

- Institut d'évangélisation nord-américain : Cet institut fournit une formation pratique sur le terrain aux séminaristes originaires d'Amérique du Nord[21].

## Universités affiliées

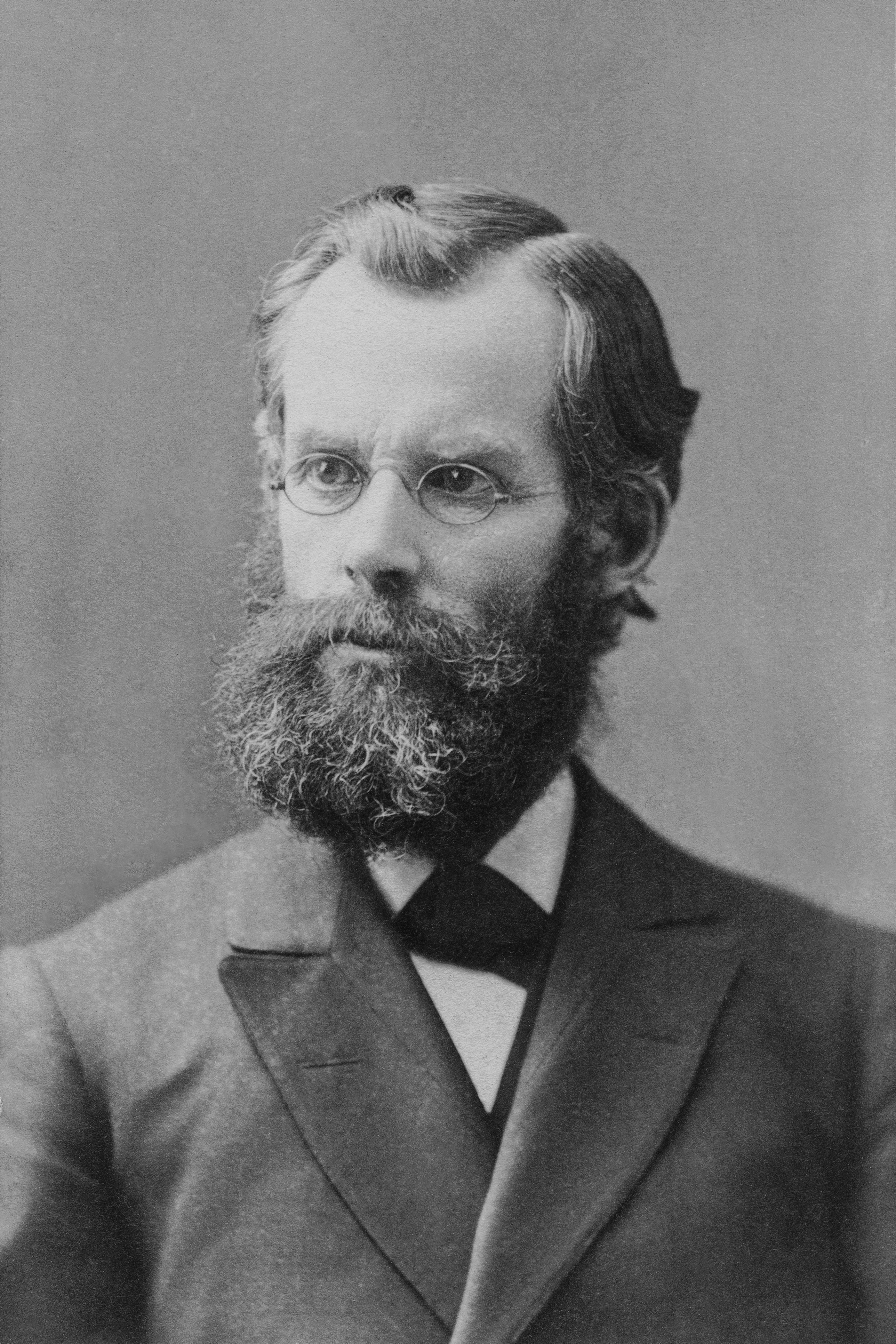
John N. Andrews : théologien, missionnaire, administrateur et écrivain adventiste

Plusieurs universités sont affiliées à l'université Andrews :
- Université adventiste du Chili,  Chili
- Université de l'Union péruvienne, Lima,  Pérou
- Université de la Caraïbe du nord, Mandeville,  Jamaïque
- Université de la Caraïbe du sud, Maracas Valley,  Trinité-et-Tobago
- Université d'Afrique de l'Est, Baraton, Eldoret,  Kenya
- Université Babcock, État d'Ogun,  Nigeria
- Newbold College, Bracknell,  Royaume-Uni
- Institut biblique adventiste « Villa Aurora », Florence,  Italie
- Institut adventiste roumain de théologie, Cernica,  Roumanie
- Université adventiste de Zaokski, Zaokski,  Russie
- Université du Moyen-Orient,  Liban
- College adventiste de Hong Kong, Hong Kong,  Chine
- Université Sahmyook, Séoul,  Corée du Sud

## Personnalités

### Présidents
| Battle Creek College - 1874-1881 : Sidney Brownsberger - 1881-1882 : Alexander McLearn - 1883-1885 : Wilcott Littlejohn - 1885-1894 : William Prescott - 1894-1897 : George Caviness - 1897-1901 : Edward Sutherland | Emmanuel Missionary College - 1901-1904 : Edward Sutherland - 1904-1908 : Nelson Kauble - 1908-1917 : Otto Graf - 1917-1918 : Clement Benson - 1918-1924 : Frederick Griggs - 1924-1930 : Guy Wolfkill - 1930-1934 : Lynn Wood - 1934-1937 : Thomas Steen - 1937-1943 : Henry Klooster - 1943-1950 : Alvin Johnson - 1950-1955 : Percy Christian - 1955-1960 : Floyd Rittenhouse | Université Andrews - 1960–1963 : Floyd Rittenhouse - 1963–1976 : Richard Hammill - 1976–1983 : Joseph Smoot - 1984–1994 : Richard Lesher - 1994–présent : Niels-Erik Andreasen |

### Anciens étudiants
Quelques anciens étudiants de l'université Andrews :
- Samuele Bacchiocchi : premier théologien non catholique à recevoir un doctorat de l'université pontificale grégorienne, renommé pour son livre Du sabbat au dimanche.
- Delbert Baker : président de l'université Oakwood de 1996 à 2010.
- Barry Black : 62e aumônier du sénat américain (2003-présent), premier afro-américain, premier adventiste et premier aumônier militaire à occuper cette fonction.
- Jon Dybdahl : considéré comme le plus grand missiologue adventiste.
- Gary Hamel : professeur invité  de la Harvard Business School et de la London Business School, considéré par le magazine Fortune comme " le plus grand expert mondial en stratégie commerciale "[22].
- George Knight : considéré comme le plus grand historien adventiste.
- Thomas Mostert : président de " Adventist Health System ", l'organisme qui supervise les institutions médicales adventistes des États-Unis.
- Jan Paulsen : président de la Conférence générale de l'Église adventiste du septième jour de 1999 à 2010.
- Shirley Neil Pettis : membre de la chambre des représentants des États-Unis de 1975 à 1979.
- Andrew Price : membre de la chambre des représentants des États-Unis de 1889 à 1897.
- Ole Olsen : président de la Conférence générale de l'Église adventiste du septième jour de 1888 à 1897.
- Edwin Thiele : archéologue, considéré comme la plus grande autorité mondiale sur la chronologie des rois hébreux.
- Neal Wilson : président de la Conférence générale de l'Église adventiste du septième jour de 1979 à 1990.